# Tratado de Teusina
O Tratado de Teusina  (em sueco:  Freden i Teusina; em russo:  Тявзинский мирный договор) foi assinado em 18 de maio  de 1595 na antiga cidade íngria de Teusina, selando o fim das hostilidades entre a Suécia e a Rússia.

Este acordo de paz foi assinado pelo rei Sigismundo da Suécia e pelo czar Teodoro I da Rússia, pondo fim à Guerra Nórdica dos Vinte e Cinco Anos entre os dois países.